# (7081) Ludibunda
(7081) Ludibunda est un astéroïde de la ceinture principale.

## Description
(7081) Ludibunda est un astéroïde de la ceinture principale. Il fut découvert le 30 août 1987 à l'observatoire Zimmerwald par Paul Wild. Il présente une orbite caractérisée par un demi-grand axe de 2,74 UA, une excentricité de 0,24 et une inclinaison de 6,7° par rapport à l'écliptique.

## Compléments